# Tercja (czas)
Tercja – pozaukładowa jednostka miary czasu oznaczająca jedną sześćdziesiątą część sekundy. Nazwa pochodzi od łac. pars minuta tertia – trzecia część mała (godziny), tj. godzina podzielona przez 60 trzykrotnie (tak jak sekunda to godzina podzielona przez 60 dwukrotnie). Analogicznie tercja jest używana jako jednostka miary kąta. Obecnie nie jest stosowana.